# Holocephalus sculptus
Holocephalus sculptus là một loài bọ cánh cứng trong họ Bọ hung (Scarabaeidae).